# Irama Smeltkroes
Irama Smeltkroes is een Surinaamse pop-Jawa-band.
De band werd op 8 maart 2010 opgericht. In 2013 stond de single Wes dadi bodjoku zes weken op nummer 1 in de pop-Jawa-lijst van de Surinaamse Top 40. Het jaar erop stond het nummer Mi sa tang lobi yu zes weken op nummer 1.
De band staat onder leiding van Mantje Karso. Lilian Tordjo is de leadzangeres. Zij nam in 2019 haar album Lekkerding op met Irama Smeltkroes.
De band werd in 2017 en 2019 onderscheiden met een Su Music Award.

## Bezetting
De bezetting in 2022 is als volgt:
- Mantje Karso, toetsenist en bandleider
- Oppie, zanger
- Mario, zanger
- Bigz, gitarist
- Daniel, drums

Vorige leden zijn:
- Lilian Tordjo (tot 2022), leadzangeres
- Gilly Sastroredjo (tot 2022), bassist